# De Frank Kramer Show
De Frank Kramer Show was een Nederlands spelprogramma dat door de KRO eens per maand op zaterdag in de vooravond op de Nederlandse televisie werd uitgezonden. Er zijn drie seizoenen gemaakt met in totaal 25 afleveringen. De eerste aflevering was op 17 oktober 1981, de laatste op 12 mei 1984. Het programma werd gepresenteerd door Frank Kramer en geproduceerd door Piet van Hest.
Frank Kramer, een voormalig profvoetballer, werd door de KRO aangetrokken ter vervanging van de voor 300.000 gulden naar de VARA overgestapte Willem Ruis en de Willem Ruis Show. Pierre van Ostade, de spreekstalmeester van Willem Ruis, ging niet mee naar de VARA omdat hij in vaste dienst van de KRO was en werd nu de spreekstalmeester van Frank Kramer.
In het spelprogramma werden met kandidaatkoppels afkomstig uit het verenigingsleven allerlei spelletjes gespeeld, voor een live publiek. Verder werden er fragmenten vertoond en werden er met bekende Nederlanders weddenschappen afgesloten, zoals of iemand een telefoonboek in zes stukken kon scheuren. Ook waren er optredens. In de finale werd er het spel eenentwintigen gespeeld waarbij de hoofdprijs kon worden gewonnen.
Op 8 mei 1982 en 28 mei 1983 was er een extra lange speciale uitzending van bijna twee uur ten behoeve van een inzamelingsactie van de Nationale Vereniging de Zonnebloem.